# 国际日期变更线
国际日期变更线（英語：International Date Line），又名國際日界線、國際日期變更線或國際日期線，这条子午线由于穿越陆地，而在陆地变更日期既不方便也不可行，故实际使用的国际換日線是一条基本上只经过太平洋表面的折线（见附图）。
原理是從零度經線所在時區向東每跨1個區間時鐘就撥快1小時，而向西每跨1個區間時鐘就撥慢1小時，如此一來，到了另一端經線180度附近，就會有24小時的落差。为解决日期紊乱问题，大致上以180度经线作为日界线；由于照顾行政区域的统一，因此日界线并不完全沿180°的子午线划分，而是绕过一些岛屿和海峡：由北往南通过白令海峡和阿留申群島、萨摩亚、斐济、汤加等岛屿到达新西兰的东边。

## 位置變更
1995年1月1日，太平洋中部島國基里巴斯修訂國際日期變更線到其水域東邊界限，令劃在UTC-11時區的菲尼克斯群岛和UTC-10時區的莱恩群岛分別改用UTC+13和UTC+14時間，即比夏威夷時間早一整天，以消除與首都塔拉瓦慢22至23小時的不便。
2011年12月29日，萨摩亚和托克勞把时区从国际日期变更线以东调整到国际日期变更线以西。变动的结果使两国失去12月30日（星期五），直接从12月29日（星期四）进入12月31日（星期六）。变更的目的是为了加强与澳大利亚，新西兰和亚洲的经济交流，与这些地区时间同步。當地居民自12月31日零時起展開慶祝活動，迎接「提早」到來的新年。西薩摩亞的酒店顧客毋須繳付12月30日房租，惟當天工資仍須發出。但此舉擾亂居民生活，西薩摩亞基督復臨安息日會信徒以後須在星期日進行禮拜，而非星期六。薩摩亞群島在1892年7月4日前設定於國際日期變更線西側，與西太平洋地區同步。在執行日光節約時間期間，西薩摩亞時間更較協調世界時快14小時，但由於美屬薩摩亞卻未有跟隨，此舉將導致薩摩亞群島出現一整日時差。

## 外部連結

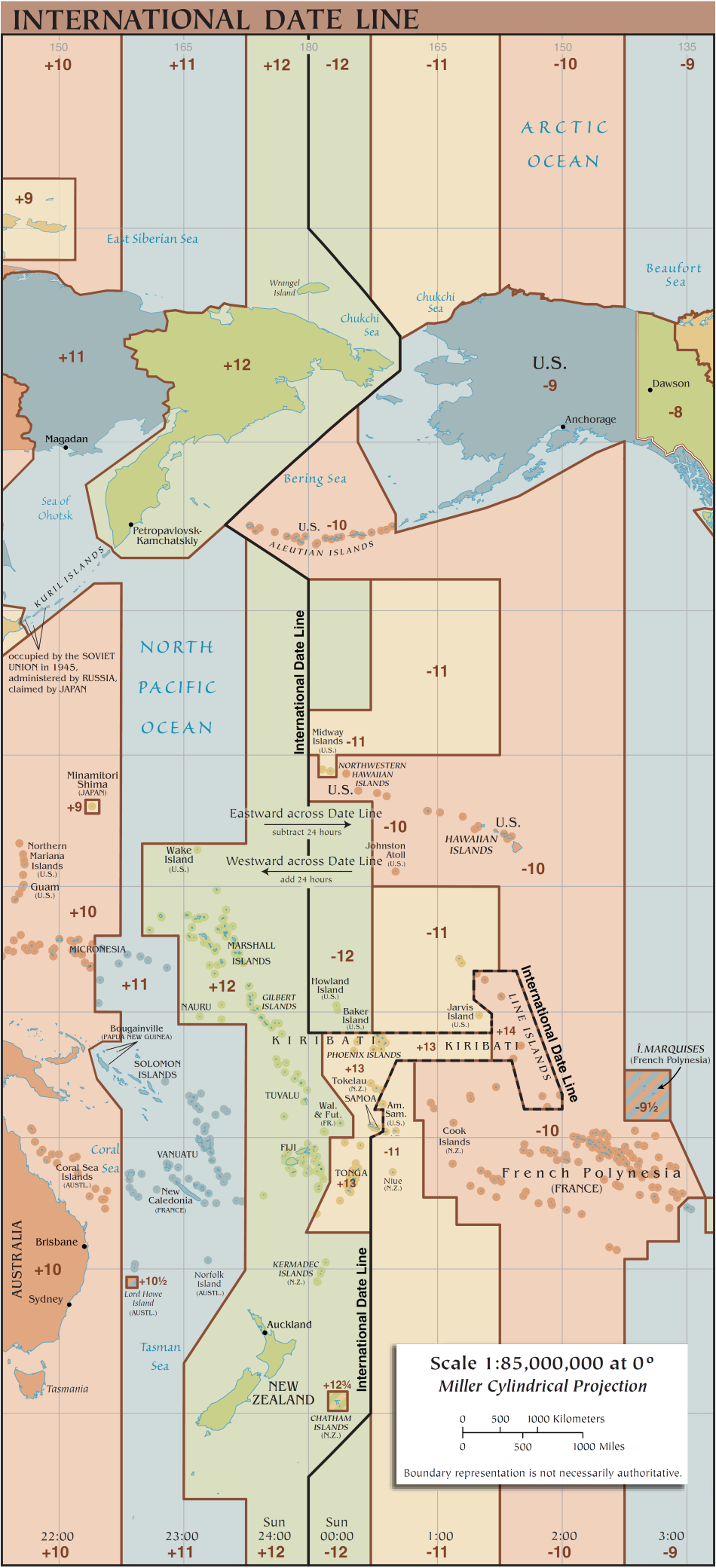
在180°经线附近的国际換日線（图中黑线）

國際換日線圖解
紅線為國際日期變更線，相同顏色代表連續的日期

- A History of the International Date Line（页面存档备份，存于）